# Мэйдзин (сёги)
Мэйдзин (яп. 名人 «мастер») — старейший японский титул сёги.

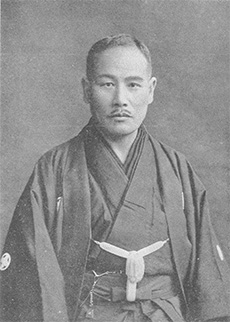
Сэкинэ Киндзиро,
13-й пожизненный мэйдзин.

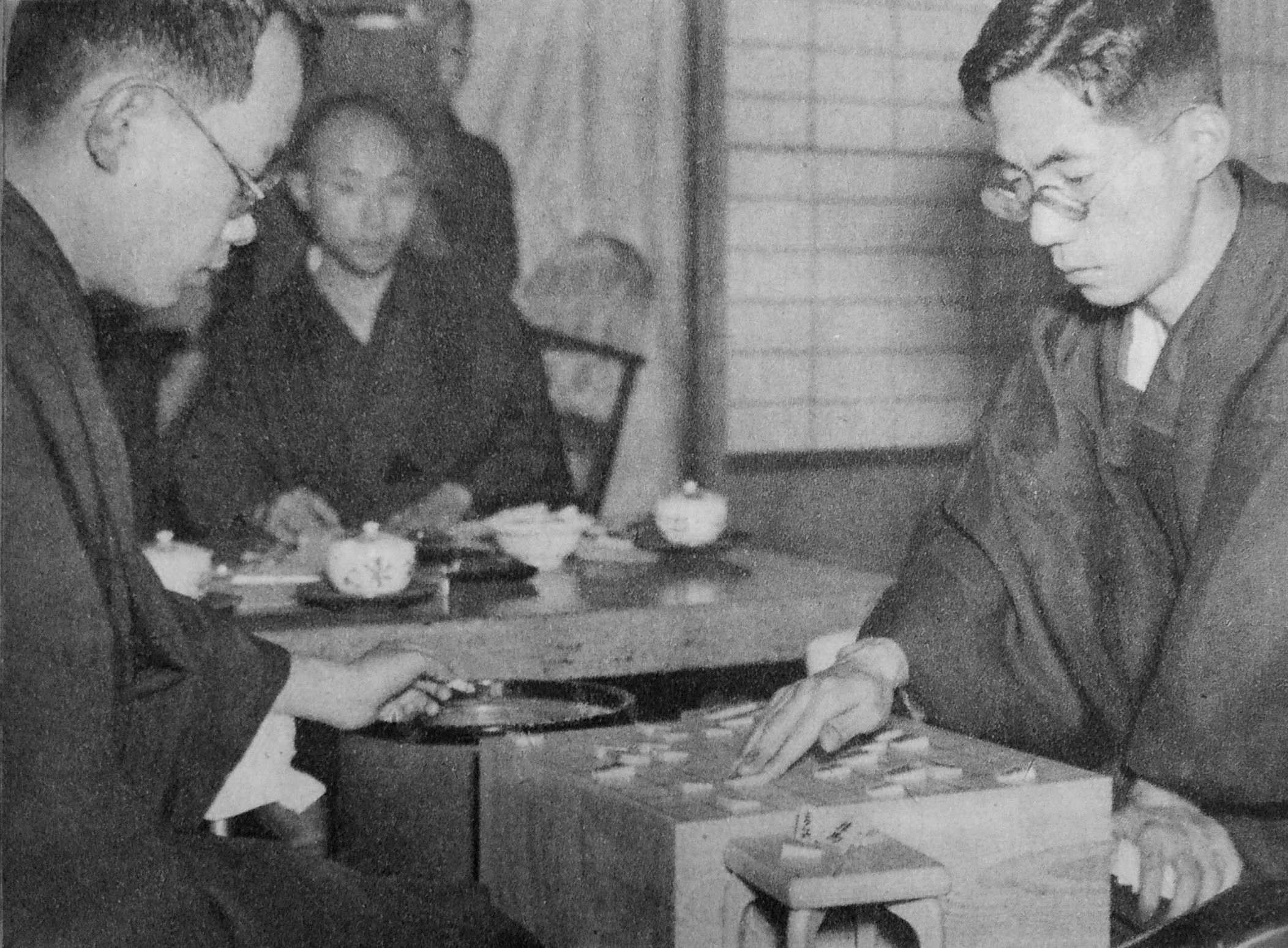
Матч за титул Мэйдзин 1948 года.
Ясухару Ояма (слева) против Масао Цукады.

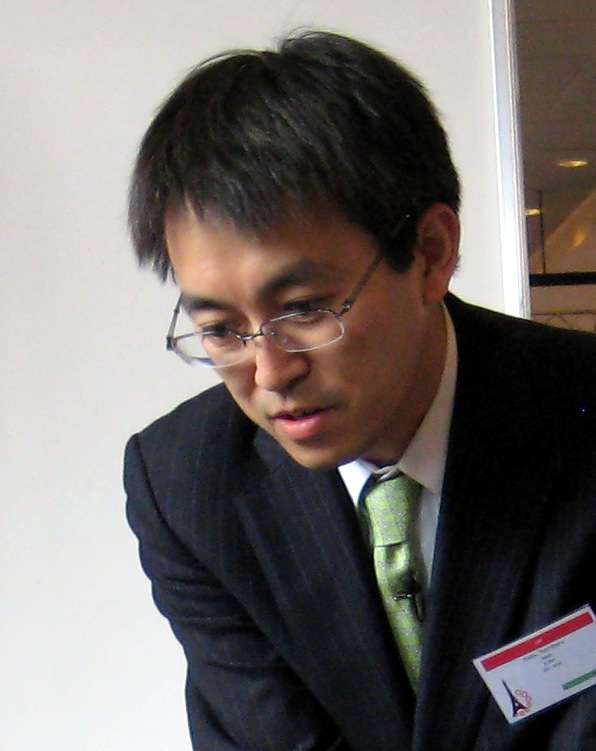
Ёсихару Хабу, 19-й пожизненный мэйдзин.

Обладателем титула мэйдзин с 2020 года является Акира Ватанабэ, отвоевавший его у Масаюки Тоёсимы.
В 1998—2015 годы титулом непрерывно владели представители «поколения Хабу».

## История

### XVI—XIX вв.
Первым мэйдзином по сёги стал Охаси Сокэй, который в 1612 году победил со счётом 7-1 в матче против Хонъимбо Санса — монаха школы Нитирэн и первого мэйдзина по го, занимавшего в первые годы эпохи Эдо посты годокоро и сёгидокоро («министр го» и «министр сёги», ведавший всем, что касалось этих игр при дворе, и учитель сёгуна). Матч этот был организован сёгуном Токугавой Иэясу, основателем сёгуната Эдо.
Токугава Иэясу создал институты сёги и го, получившие регулярное государственное финансирование. Далее титул мэйдзина по сёги наследовался в рамках системы иэмото, в трёх родственных кланах: Охаси (прервался в 1881 г.), боковой Охаси (прервался в 1910 г.) и Ито. Как и в го, в сёги в эпоху Эдо лишь мэйдзин мог претендовать на министерский пост сёгидокоро («иметь доступ к уху сёгуна»). После реставрации Мэйдзи должность сёгидокоро была отменена (за отсутствием сёгуна, которого можно было бы учить), и 11-й мэйдзин Ито Соин государственного поста уже не занимал, а титул мэйдзина стал присуждаться по рекомендации специального совета.

### XX—XXI вв.
13-й пожизненный мэйдзин Сэкинэ Киндзиро отказался от пожизненного владения титулом, решив, что далее этот титул будет разыгрываться каждые 2 года. В результате победы в матче между 9-ю сильнейшими мастерами, который длился с 1935 по 1937 год, первым завоевателем титула мэйдзин стал ученик Сэкинэ, Ёсио Кимура. В 1946 году Кимура, за 5-кратное завоевание титула, был награждён титулом «14-й пожизненный мэйдзин», став первым пожизненным мэйдзином «реальной силы». С 1947 г. розыгрыш титула стал ежегодным.
Сёгист, завоевавший титул мэйдзин, награждается 9-м даном (если ранее его разряд был ниже).
До 1950 года мэйдзин был единственным разыгрываемым титулом сёги.

## Структура титульного матча
Претендент на титул мэйдзин определяется в результате профессиональных лиговых игр Дзюнъисэн (яп. 順位戦 «битвы за положение в очереди»). Чтобы стать претендентом на титул, профессиональный игрок должен попасть в лигу A (10 человек) и добиться в ней в очередном сезоне Дзюнъисэн наилучшего результата. (В свою очередь, чтобы попасть в лигу A, надо в предыдущем сезоне Дзюнъисэн занять 1-е или 2-е место в лиге B1 и т. д.) 
Финальный титульный матч Мэйдзин (яп. 名人戦 мэйдзин-сэн) между текущим обладателем титула и претендентом традиционно начинается в апреле и заканчивается (в зависимости от хода турнира) в мае или июне. Он состоит не более чем из 7 результативных игр (если происходит сэннититэ или ничья по дзисёги, партия переигрывается с переменой очерёдности первого хода), и заканчивается, как только один из участников набирает 4 победы.
Каждая партия длится 2 дня (в конце первого дня игрок, делающий последний ход, никому его не показывает, а записывает в запечатываемый конверт, который в начале второго игрового дня распечатывается — это делается, чтобы его соперник не мог обдумывать этот ход в неигровое время). Регламент — по 9 часов каждому, бёёми — 1 минута на ход. Ход партии прерывается небольшими чайными перерывами и более длительным перерывом на обед.

## Спонсорство
До 2007 года турнир спонсировался газетой Майнити симбун; начиная с 2008 года он спонсируется совместно Майнити симбун и Асахи симбун (эти крупнейшие ежедневные газеты Японии ведут колонки по сёги). Сумма контракта составляет 360 млн. иен (около $4 млн.) в год.

## Титульные матчи в XXI веке
| №  | Год  | Победитель       | Счёт | Соперник         |
| -- | ---- | ---------------- | ---- | ---------------- |
| 80 | 2022 | Акира Ватанабэ   | 4—1  | Синтаро Сайто    |
| 79 | 2021 | Акира Ватанабэ   | 4—1  | Синтаро Сайто    |
| 78 | 2020 | Акира Ватанабэ   | 4—2  | Масаюки Тоёсима  |
| 77 | 2019 | Масаюки Тоёсима  | 4—0  | Амахико Сато     |
| 76 | 2018 | Амахико Сато     | 4—2  | Ёсихару Хабу     |
| 75 | 2017 | Амахико Сато     | 4—2  | Акира Инаба      |
| 74 | 2016 | Амахико Сато     | 4—1  | Ёсихару Хабу     |
| 73 | 2015 | Ёсихару Хабу     | 4—0  | Хисаси Намэката  |
| 72 | 2014 | Ёсихару Хабу     | 4—0  | Тосиюки Мориути  |
| 71 | 2013 | Тосиюки Мориути  | 4—1  | Ёсихару Хабу     |
| 70 | 2012 | Тосиюки Мориути  | 4—2  | Ёсихару Хабу     |
| 69 | 2011 | Тосиюки Мориути  | 4—3  | Ёсихару Хабу     |
| 68 | 2010 | Ёсихару Хабу     | 4—0  | Хироюки Миура    |
| 67 | 2009 | Ёсихару Хабу     | 4—3  | Масатака Года    |
| 66 | 2008 | Ёсихару Хабу     | 4—2  | Тосиюки Мориути  |
| 65 | 2007 | Тосиюки Мориути  | 4—3  | Масатака Года    |
| 64 | 2006 | Тосиюки Мориути  | 4—2  | Кодзи Танигава   |
| 63 | 2005 | Тосиюки Мориути  | 4—3  | Ёсихару Хабу     |
| 62 | 2004 | Тосиюки Мориути  | 4—2  | Ёсихару Хабу     |
| 61 | 2003 | Ёсихару Хабу     | 4—0  | Тосиюки Мориути  |
| 60 | 2002 | Тосиюки Мориути  | 4—0  | Тадахиса Маруяма |
| 59 | 2001 | Тадахиса Маруяма | 4—3  | Кодзи Танигава   |

## Пожизненные мэйдзины
До 1937 г. титул мэйдзин давался лишь пожизненно, наследуясь, как уже было сказано, в рамках системы иэмото. Вместе с титулом, до конца XIX века, обладателю давались новые (клановые) имя и фамилия.
Обладатели титула (в формате фамилия имя):
- 1-й мэйдзин: 1-й Охаси Сокэй (яп. 初代大橋宗桂 сё:дай О:хаси Со:кэй) (1555—1634) — с 1612 г.
- 2-й мэйдзин: 2-й Охаси Соко (яп. 二代大橋宗古 нидай О:хаси Со:ко) (1576—1654) — с 1634 г.
- 3-й мэйдзин: 1-й Ито Сокан (яп. 初代伊藤宗看 сёдай Ито: Со:кан) (1618—1694) — с 1654 г.
- 4-й мэйдзин: 5-й Охаси Сокэй (яп. 五代大橋宗桂 годай О:хаси Со:кэй) (1636—1713) — с 1691 г.
- 5-й мэйдзин: 2-й Ито Соин (яп. 二代伊藤宗印 нидай Ито: Со:ин) (?—1723) — с 1713 г.
- 6-й мэйдзин: 3-й Охаси Соё (яп. 三代大橋宗与 сандай О:хаси Со:ё) (1648—1728) — с 1723 г.
- 7-й мэйдзин: 3-й Ито Сокан (яп. 三代伊藤宗看 сандай Ито: Со:кан) (1706—1761) — с 1728 г., автор известного сборника цумэ-сёги «Сёги мусо»[яп.].
- 8-й мэйдзин: 9-й Охаси Сокэй (яп. 九代大橋宗桂 кудай О:хаси Со:кэй) (1744—1799) — с 1789 г.
- 9-й мэйдзин: 6-й Охаси Соэй (яп. 六代大橋宗英 рокудай О:хаси Со:эй) (1756—1809) — с 1799 г.
- 10-й мэйдзин: 6-й Ито Сокан (яп. 六代伊藤宗看 рокудай Ито: Со:кан) (1768—1843) — с 1825 г.
- 11-й мэйдзин: 8-й Ито Соин (яп. 八代伊藤宗印 хатидай Ито: Со:ин) (1826—1893) — с 1879 г.
- 12-й мэйдзин: Оно Гохэй (яп. 小野 五平 Оно Гохэй) (1831—1921) — с 1898 г.
- 13-й мэйдзин: Сэкинэ Киндзиро (яп. 関根金次郎 Сэкинэ Киндзиро:) (1868—1946)— с 1921 г.[2]

С 1937 года Сэкинэ отказался от безальтернативной пожизненности своего титула, и титул «пожизненный мэйдзин по сёги» (яп. 永世名人 эйсэй мэйдзин) стал даваться всем завоёвывавшим титул 5 раз (формально, этот титул даётся после выхода обладателя в отставку, однако фактически он начинает применяться сразу после 5-го завоевания титула мэйдзин). Завоеватели титула согласно этому принципу (в формате имя фамилия):
- 14-й пожизненный мэйдзин Ёсио, Кимура (яп. 木村義雄 Кимура Ёсио) (1905—1986), 9 титулов — с 1952 г.
- 15-й пожизненный мэйдзин Ясухару Ояма (яп. 大山康晴 О:яма Ясухару) (1923—1992), 80 титулов — с 1976 г.
- 16-й пожизненный мэйдзин Макото Накахара (яп. 中原誠 Накахара Макото) (род. 1947), 64 титула — с 2007 г.
- 17-й пожизненный мэйдзин Кодзи Танигава (яп. 谷川浩司 Танигава Ко:дзи) (род. 1962), 27 титулов
- 18-й пожизненный мэйдзин Тосиюки Мориути (яп. 森内俊之 Мориути Тосиюки) (род. 1970), 12 титулов
- 19-й пожизненный мэйдзин Ёсихару Хабу (яп. 羽生善治 Хабу Ёсихару) (род. 1970), 99 титулов[9]

Число титулов указано по состоянию на 2022 год.